# Leyla McCalla
Pour les articles homonymes, voir McCalla.
Leyla McCalla, née le 3 octobre 1985 dans le Queens (New York), est une musicienne et chanteuse américaine de classique, de folk et de blues. Elle a joué avec les Carolina Chocolate Drops (en) puis a décidé de se concentrer sur sa carrière solo, en développant un répertoire inspiré du blues, des musiques cajun et du folklore haïtien.

## Biographie
Les parents de Leyla McCalla sont nés en Haïti. Son père Jocelyn McCalla a été le directeur exécutif à New York de la Coalition nationale pour les droits des Haïtiens de 1988 à 2006. Sa mère, Régine Dupuy, est arrivée aux États-Unis à cinq ans. Elle est la fille de Ben Dupuy, qui dirigeait Haïti Progrès, un journal socialiste haïtien basé à New York. La mère de Leyla a ensuite rejoint Dwa Fanm, une organisation contre les violences domestiques. 
Leyla McCalla est née à New York et a grandi dans le New Jersey. Adolescente, elle vit deux ans à Accra au Ghana. Après une année au Smith College , elle entre à l'Université de New York pour étudier le violoncelle et la musique de chambre. En 2010 elle décide de s'installer à La Nouvelle-Orléans où elle joue dans les rues.
Elle joue du violoncelle, du banjo et de la guitare, et chante en créole, en anglais et en français. En France, elle se produit avec le saxophoniste de jazz Raphaël Imbert qu'elle a rencontré en 2011 lorsqu'il séjournait à La Nouvelle Orléans pour le projet OMax at Lomax. Elle participe notamment à son opus Music is my Home.

## Premier album
Son premier album, Vari-Colored Songs, est un hommage à Langston Hughes qui comprend des adaptations de ses poèmes, des chansons folkloriques haïtiennes chantées en créole haïtien et des compositions originales. La première chanson qu'elle a écrite pour cet album, est  Heart of Gold  qui montre « une fenêtre sur la pensée Langston Hughes ». Leyla a choisi de dédier ce travail à Langston Hughes car selon elle « la lecture de son travail m'a donné envie d'être un artiste ». Leyla a commencé à travailler sur l'album cinq ans avant sa sortie. L'album a été financé au moins en partie par une campagne de financement participatif sur Kickstarter, qui a dépassé son objectif demandé de 5 000 $ pour s'élever à 20 000 $.
Il est sacré « album de l’année 2014 » par le London Sunday Times et le magazine Songlines (en).
Un second album, intitulé A Day for the Hunter, A Day for the Prey (littéralement « Un jour pour le chasseur, un jour pour la proie »), sort en 2016. Son titre, issu d’un proverbe haïtien, est également celui d’un essai de l’ethnomusicologue Gage Averill sur la musique populaire, le pouvoir et la politique en Haïti publié en 1997,.

## Discographie
- 2014 : Vari-Colored Songs: A Tribute to Langston Hughes, Music Makers
- 2016 : A Day for the Hunter, A Day for the Prey, Jazz Village
- 2019 : The Capitalist Blues, Jazz Village

- Coup de cœur Jazz et Blues 2019 de l'Académie Charles-Cros annoncé le 14 janvier dans l’émission Open Jazz d’Alex Dutilh sur France Musique.
- 2019:  Songs of our native daugthers, Smithsonian Folkways ,avec Rhiannon Giddens, Amythysk Kiah, et Allisson Russell
- 2022:  Breaking The Thermometer, Anti-

Avec Carolina Chocolate Drops :
- 2011 : Carolina Chocolate Drops/Luminescent Orchestrii, EP, Nonesuch Records
- 2012 : Leaving Eden, Nonesuch Records